# 瀬戸つよし

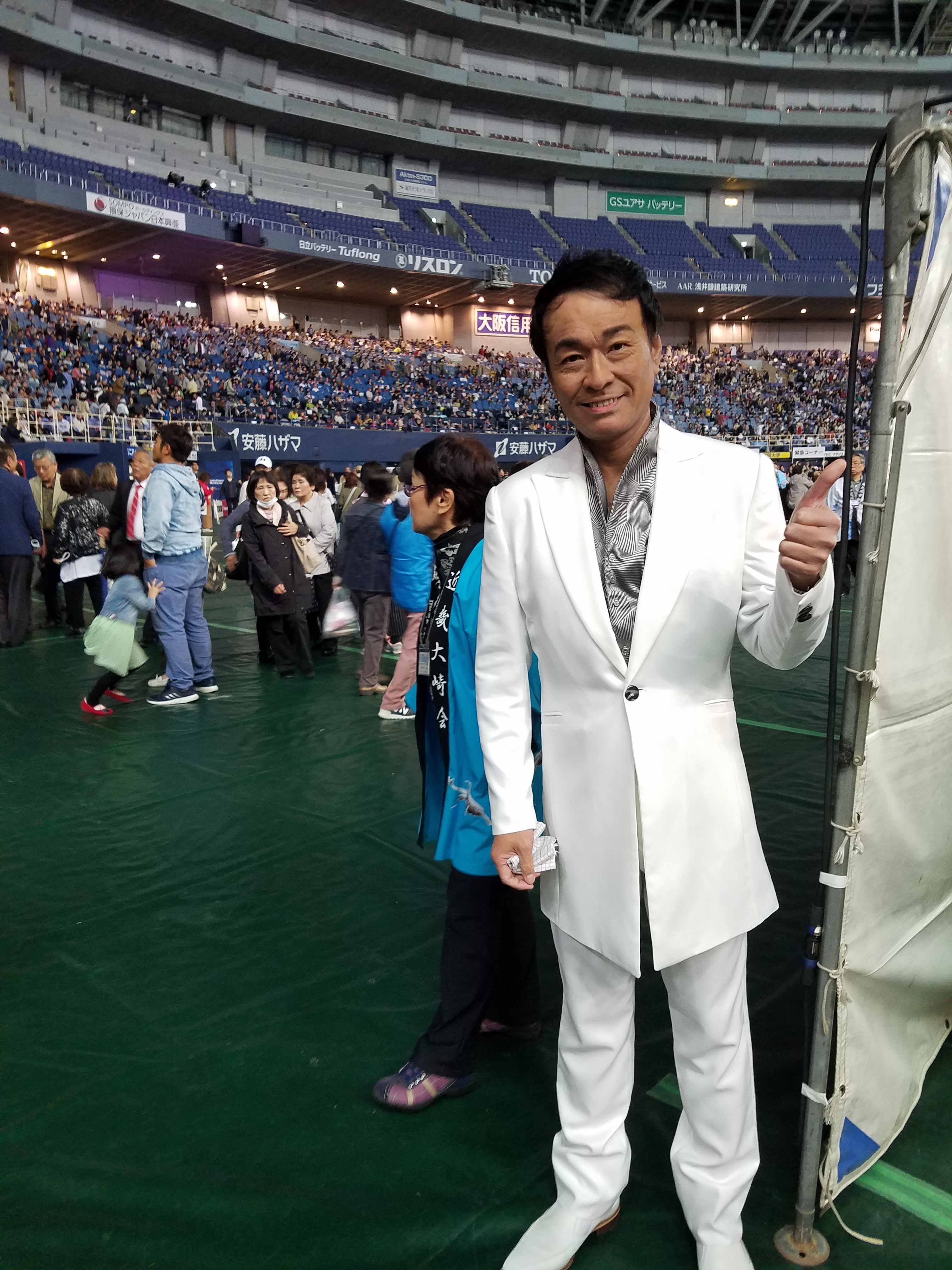
瀬戸つよし 京セラドームイベントステージ（2018年出演）

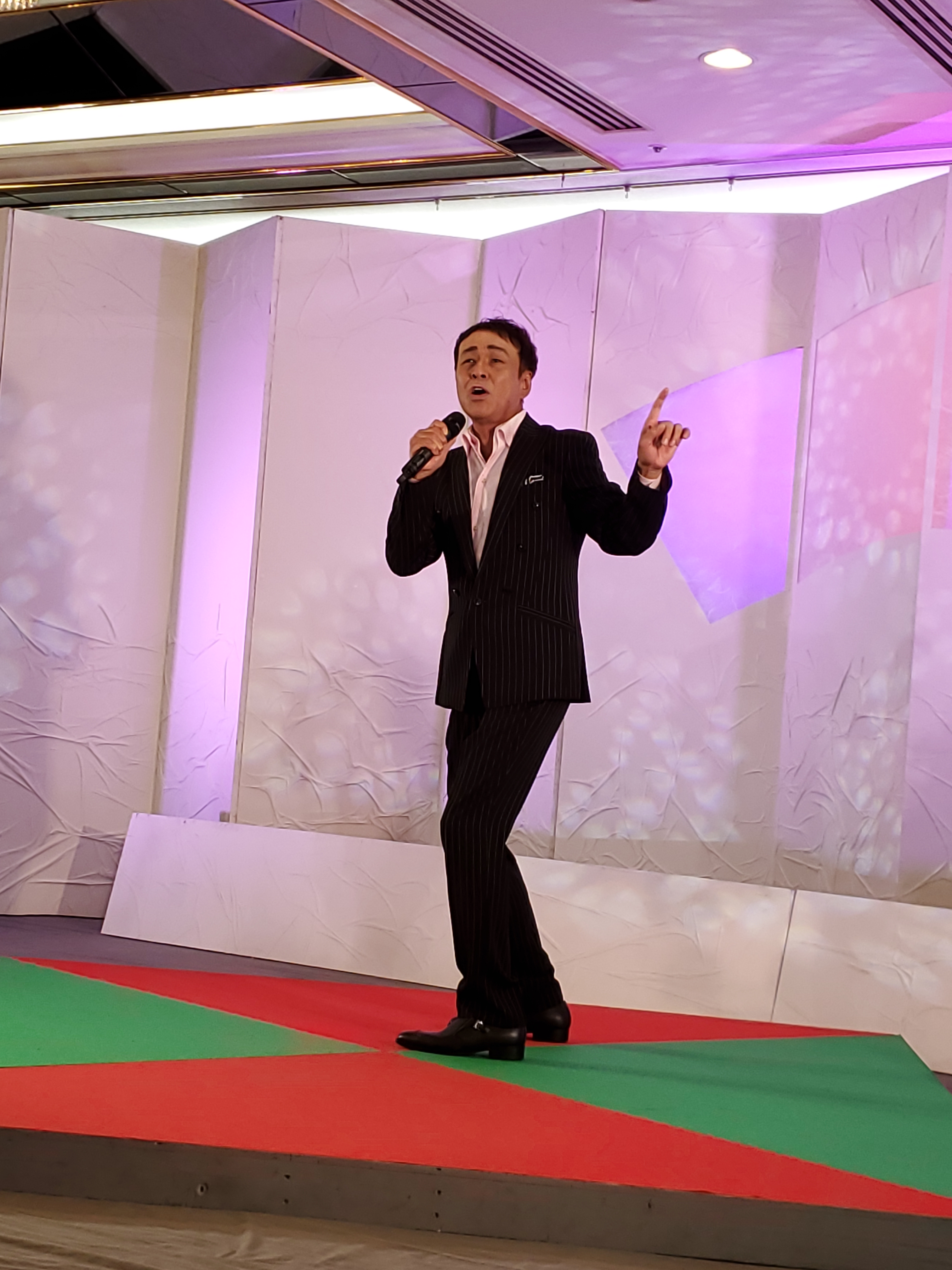
瀬戸つよし イベント（2021年撮影）

瀬戸 つよし（せと つよし、本名は瀬藤正則、1963年10月16日 - ）は、大阪市出身、広島市育ちの歌手。オフィス ユア スマイル所属。血液型はО型。身長175cm。2019年、日本コロムビアに移籍して第1弾シングルを発表。阿久悠作詩、浜圭介作曲の『愛の巣』『夜明けのラストシーン』を中山聡がアレンジ。

## 経歴
大阪府大阪市福島区生まれ。社長を営む家で育つ。3人男兄弟の長男。父・瀬藤康弘が営む会社が広島と大阪にあった関係で1972年（昭和47年）から広島県安芸郡に移る。広島県府中町立府中小学校に入学。小学6年生のとき地元・広島東洋カープがリーグ初優勝したのを見て人に注目される喜びを覚える。学生時代は休み時間に先生のモノマネをしたり、西城秀樹のうたを歌って人気者だった。
広島工業大学附属中学校、広島工業大学附属広島高等学校を卒業後、広島電機大学工学部機械工学科に入学。大学時代は「NEWYORKER」というバンドを組んでギターボーカルとして活動。
1983年（昭和58年）広島市のライブハウスでスカウトされ上京。実父と日本テレビ「どっきりカメラ」の塩川寿一プロデューサーが同級生ということもあって何度か番組出演した。
1987年（昭和62年）オートラマ・マリンブルー音楽祭でグランプリ受賞（当時は「東京ストリート・ブラッド」というバンドのボーカリストだったが、グランプリ受賞後にバンドは解散。以降、ソロとしての活動を再開した）。
1992年（平成4年）テレビ朝日系・新春大型時代劇スペシャル「戦国最後の勝利者 徳川家康」主題歌に、デビュー曲「夢の雫」が採用される。
1994年（平成6年）映画「男ともだち」では、主題歌を担当すると同時に山根淳一役のメインキャストを演じる
その後、作詞家・荒木とよひさに師事。2005年、荒木作詞、堀内孝雄作曲の「月夜のうさぎ」をリリース。
2008年（平成20年）京本政樹作詞作曲、竜崎孝路編曲の「女は海」から芸名を「瀬戸つよし」に改名した。
自ら歌詞を書き下ろした臍帯血バンク支援ソング「君の笑顔」を手話を交えて全国の赤十字、刑務所、老人ホームで慰問活動を継続的に行う。
2014年（平成26年）赤穂観光大使（兵庫県赤穂市）就任。現在継続中。
2019年（令和元年）日本コロムビアにレコード会社を移籍。4月17日第1弾シングル『愛の巣』をリリース。
2022年（令和4年）サンテレビにて2本の音楽番組『プレミアム歌謡ショー』『VINTAGE倶楽部』の司会を担当。精力的に全国各地でLIVE活動を行っている。
2023年(令和5年）デビュー30周年記念ライブを東京・大阪で開催。
2024年(令和6年）還暦記念ライブ「瀬戸つよし還暦!感激ライブ」をビルボードライブ大阪にて開催。昭和歌謡・70年代～80年代ジャパニーズポップスの当時のアーティスト本人の歌唱を再現した。「昭和降臨シリーズ」を一歩進化させて「ものまね」ジャンルにも挑戦。従来の「降臨」と「ものまね」の二刀流のステージ展開をスタート。
2025年（令和7年）1月28日、日本テレビ放送「熱唱!ミリオンシンガー」で西城秀樹「傷だらけのローラ」を熱唱。番組史上初の高得点503点を記録して本人越え「神声シンガー」と認定された。

## 趣味・人柄
- 趣味はゴルフ、野球、相撲、犬[2]
- ゴルフのラウンド中に笑福亭仁鶴、笑福亭鶴瓶、1人男はつらいよ、阪神タイガース岡田彰布監督、読売ジャイアンツ原辰徳元監督のモノマネトークをして周囲を笑わせている[2]
- CS放送の「プロ野球ニュース」は毎日チェック[2]
- 必ず大阪場所は幕下から見に行く[2]
- 元関西テレビアナウンサー梅田淳、NHKアナウンサー藤井康生とも親交あり。
- リスペクトするアーティストの曲を歌うとき、自然とご本人が降臨してきたかのように ご本人の歌唱の雰囲気を再現する新ジャンル「昭和降臨シリーズ」を披露している。

## シングル
- 夢の雫

（作詞：夏実唯　作曲：髙梨聖昭）
ソニー・ミュージックレコーズ
☆新春大型時代劇スペシャル「戦国最後の勝利者 徳川家康」主題歌（テレビ朝日系）
- 出会ったままのⅡ

（作詞：夏実唯　作曲：髙梨聖昭）
☆映画「男ともだち」主題歌
- 月夜のうさぎ

（作詞：荒木とよひさ　作曲：堀内孝雄）
- 女は海

（作詞・作曲：京本政樹）
徳間ジャパンコミュニケーションズ
☆テレビドラマ「必殺仕事人V・激闘編」主題歌（テレビ朝日系）
☆鮎川いずみのカバー曲
- 君の笑顔

（作詞：瀬藤正則　作曲：高梨聖昭）
☆さい帯血バンク支援ソング　
- 四万十 中村 夢の町[9]

（作詞：有沢二郎　作曲：山下道広）
- 羊の子守唄[10]
- 愛の巣

（作詞：阿久悠　作曲：浜圭介）
日本コロムビア

## アルバム
- SILVER MOON

（全9曲収録）

## 出演

### レギュラー
- プレミアム歌謡ショー（サンテレビ、毎週土曜日7時） - 司会
- VINTAGE倶楽部（サンテレビ、毎週木曜23時30分） - 司会

### CM
- アサヒビール「収穫祭」CMソング担当[2]
- 亀田製菓「えびっぷり」メキシカン編・ムード歌謡編出演[2]
- テキサスグループCMナレーション担当[2]

## 歌マネLIVE・レパートリー
「傷だらけのローラ」「影法師」「危険なふたり」「風雪ながれ旅」「シクラメンのかほり」「さらば恋人」「古い日記」「私鉄沿線」「YOUNGMAN」「ルビーの指輪」「遠くで汽笛を聞きながら」「夜霧よ今夜もありがとう」「ブランデーグラス」「恋の町札幌」「冬の稲妻」「もう涙はいらない」「時間よ止まれ」「NO!Newyork」「朝まで踊ろう」「セクシャルバイオレットNo.1」「月のあかり」「やっぱ好きやねん」「長い髪の少女」「想い出の渚」「花の首飾り」「ブルーシャトウ」「エメラルドの伝説」ほか